# Dougherty Island
Koordinaten: 59° 20′ S, 120° 18′ W

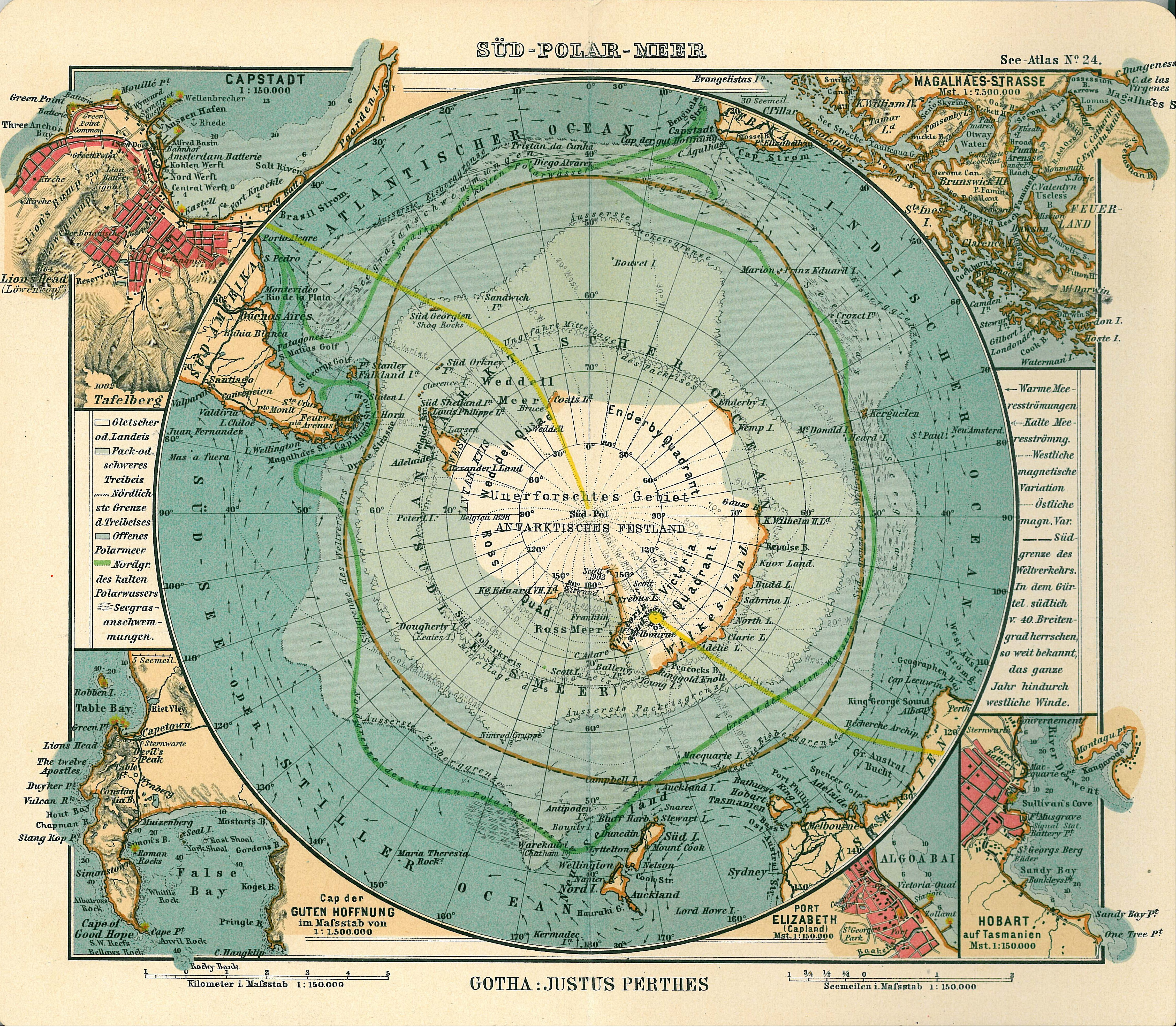
Antarktis-Karte von 1906 mit Dougherty I. (Keates I.)

Dougherty Island, andere Namen: Keates Island, Swain´s Island (nicht zu verwechseln mit Swains Island oder Olohega), ist der Name einer Phantominsel, die weit im Süden des Pazifischen Ozeans am Rand des Südpolarmeeres liegen soll, ungefähr auf halbem Weg zwischen Kap Hoorn und Neuseeland. Sie ist nach Kapitän Daniel Dougherty von der James Stewart benannt, einem britischen Walfänger, der 1841 über ihre Entdeckung berichtete. Dougherty hat die Insel nicht betreten. Er beschrieb sie als 8 bis 9 Kilometer lang, schneebedeckt, mit einer hohen Steilküste im Nordosten. Seine Entdeckung war mit unterschiedlichen Namen auf mehreren Karten des 19. und frühen 20. Jahrhunderts verzeichnet.

## Entdeckung
James C. Swain, Kapitän des Walfangschiffes Alliance aus Newport (Rhode Island), behauptete, er habe bei einer seiner Reisen weit Süden des Pazifischen Ozeans, auf 59° südlicher Breite und zwischen 90° und 100° westlicher Länge, eine Insel entdeckt, die er als „schneebedeckt mit vielen Robben und Vögeln“ (covered with snow, and abounding with sea-dogs and fowls) beschrieb. Der Zeitpunkt der Entdeckung ist nicht genau bekannt, die Alliance kehrte am 21. Mai 1824 von ihrer Pazifikreise nach Newport zurück.:112
Das Walfangschiff Maro aus Nantucket unter dem Kommando von Captain Richard Macy befand sich vom 2. August 1822 bis 17. April 1825 auf einer Walfangexpedition im Pazifik. Auf der Suche nach Pottwalen geriet die Maro weit in südliche Regionen. Dabei entdeckte Kapitän Macy auf 59° südlicher Breite und 91° westlicher Länge eine sieben bis neun Kilometer lange Insel. Das Schiff näherte sich so weit an, dass die Brandung deutlich erkennbar war. Auf der Insel wimmelte es von Robben, das Wasser war stark verfärbt und mit Seetang bedeckt. Vermutlich war dies dieselbe Insel, die Kapitän Swain zuvor gesehen hatte.
Nathaniel Palmers Entdeckung der antarktischen Halbinsel im November 1820 hatte das Interesse der Walfänger und Robbenjäger für die weit im südlichen Pazifik gelegenen Regionen geweckt. Die früheren Berichte der angesehenen Kapitäne Swain und insbesondere Macy erschienen glaubhaft, zumal Richard Macy 1827 die Insel Namoluk entdeckt hatte. Die Aktivitäten britischer Walfänger und die russische Antarktis-Expedition von Fabian Gottlieb von Bellingshausen ließen auch in Stonington und Nantucket, den Zentren der Robbenjagd und des Walfangs in den Vereinigten Staaten, das öffentliche (und wirtschaftliche) Interesse an der Antarktis wachsen. Dies mündete in eine von Geschäftsleuten organisierte, private Forschungsexpedition mit den Schiffen Annawan, Seraph und Penguin in das Südpolarmeer, verbunden mit der nicht unberechtigten Erwartung, dass die Kosten zumindest teilweise mit der Robbenjagd auf den von Swain und Macy gesehenen Inseln gedeckt würden. Doch die Penguin kreuzte auf deren Suche zwei Wochen, vom 3. bis 19. März 1830, vergeblich zwischen 59° und 62° südlicher Breite, ohne dass Land in Sicht kam.:110 Offenbar existierte Swains und Macys Insel nicht oder nicht auf der angegebenen Position.
Am 29. Mai 1841 entdeckte Kapitän Dougherty von dem britischen Walfangschiff James Steward weit im südlichen Pazifik eine bislang unbekannte Insel. Der entsprechende Eintrag im Logbuch des Schiffes lautet:

„May 29, 1841, at 2 a.m., saw land ahead, luffed and cleared it. It appeared an island 5 or 6 miles in length, running N.E. and S.W., with a high round bluff on the N.E. end, with low land to S.W.: between N.E. and S.W. ends there appeared a valley covered with ice and snow; we passed it within a quarter of a mile, going ten knots: lat. 59° 20’S., long. 120° 20’ W.: the position for lat. and long. may differ a few miles by reason of not having had proper observations for several preceding and following days.
29. Mai 1841, um 2 Uhr morgens sahen wir Land voraus, luvten und klärten auf. Es schien eine 9 bis 11 Kilometer lange Insel zu sein, die sich von Nordosten nach Südwesten erstreckte, mit einer hohen, runden Klippe am nordöstlichen Ende und flacherem Land im Südwesten. Zwischen dem nordöstlichen und südwestlichen Ende [lag] anscheinend ein mit Eis und Schnee bedecktes Tal. Wir passierten [die Insel] in einer Viertelmeile Entfernung mit zehn Knoten. Breite 59° 20' Süd, Länge 120° 20' West. Die Position für Breite und Länge kann um einige Meilen differieren, da wir an den vorhergehenden und folgenden Tagen keine genauen Messungen vorgenommen hatten.“

1860 behauptete Kapitän Keates vom Walfänger Louise aus Bristol, er habe am 4. September 1859 im Südpazifik auf der Position 59° 21' Süd und 119° 07' West eine Insel gesichtet. Er beschreibt sie als runde, dunkel erscheinende Insel, etwa 25 m  hoch, mit einem großen, gestrandeten Eisberg an der Nordwestseite.:76
Wahrscheinlich erst im 20. Jahrhundert wurden Swains und Macys Insel mit Doughertys Entdeckung gleichgesetzt, zum Beispiel bei dem britischen Geografen und Meteorologen Hugh Robert Mill (1861–1950) oder bei Edouard Stackpole (1903–1993), dem Marinehistoriker und ehemaligen Direktor des  Schifffahrtsmuseums in Mystic (Connecticut). Die von Dougherty und Keates ermittelte Breite von 59° entspricht der von Swains und Macys Insel, die gemessene Länge liegt jedoch um 20 bis 29 Grade weiter östlich. Am 59. Breitengrad beträgt der Abstand von Längengrad zu Längengrad rund 59 km, das entspräche einer Diskrepanz von deutlich mehr als 1000 km. Obwohl Dougherty Ungenauigkeiten in seiner Positionsbestimmung einräumt, ist das eine beträchtliche Abweichung. Man muss allerdings berücksichtigen, dass es zwar zu jener Zeit schon relativ genaue Uhren zur Längengradberechnung (siehe → Längenproblem) gab, doch auf Walfangschiffen aus Kostengründen wohl kaum Uhren höchster Qualität Verwendung fanden. Zudem waren die Kapitäne keine geschulten Marine-Navigatoren.
Eine weitere Sichtung von Dougherty Island wird Kapitän William Stannard von der Bark Thurso aus Christchurch zugeschrieben. In der Otago Daily Times vom 12. Februar 1891 ist der Leserbrief eines John Maitland Jones veröffentlicht, der angibt, im persönlichen Gespräch mit Kapitän Stannard erfahren zu haben, dass dieser im Jahr 1887 auf der Fahrt nach England auf der Position 59° 20' Süd und 120° 18' West unerwartet eine Insel gesehen habe. Er beschreibt sie als ca. 11 km lang, 90 m hoch, weitgehend schneefrei, mit einer Klippe am nordöstlichen Ende.
Auch Kapitän John Whitson, der regelmäßig mit dem Fracht- und Auswandererschiff Dunedin der britischen Shaw, Savill & Albion Steamship Company zwischen London und Lyttelton (Neuseeland) verkehrte, behauptete, die Insel Dougherty gesehen zu haben. Dort kämen Robben in großer Zahl vor.

## Die Suche nach Dougherty Island
Bei den Kartografen des 19. Jahrhunderts bestanden offenbar wenig Zweifel an der Existenz der Insel(n), denn auf zahlreichen Karten tauchten „Dougherty´s Island“ und/oder „Keate´s Island“ auf. Auch in Alexander Findlays Navigationshandbuch wird Doughertys Insel erwähnt.
Kapitän (später Kommodore) Herbert Greenstreet, der mit verschiedenen Postschiffen der New Zealand Shipping Company von 1885 bis 1910 zwischen Auckland und Plymouth im Liniendienst verkehrte, hielt entlang 59° südlicher Breite ständig Ausschau nach Dougherty Island, ohne dass die Insel in Sicht kam.:76:166
Nachdem immer noch niemand die Insel betreten hatte, machten sich zu Beginn des 20. Jahrhunderts mehrere Schiffe gezielt auf die Suche. Die Discovery-Expedition des britischen Polarforscher Robert Falcon Scott von 1901 bis 1904 führte am 25. Juni 1904 an der für Dougherty Island verzeichneten Position vorbei:

„Another point of geographical interest occurring in this voyage may be noted: on two occasions an island named Dogherty Island has been reported approximately in latitude 59 S., longitude 120 W., but later observations have thrown some doubt upon its existence. On June 25 we arrived on the supposed position of this land, and found a depth of 2,318 fathoms. It was remarkably clear both before and after we took this sounding, and had there been an island within any reasonable limits of its assigned position we could not have failed to see it.
Ein weiterer Punkt von geographischem Interesse auf dieser Reise ist erwähnenswert: Bei zwei Anlässen wurde über eine Insel namens Dogherty Island, etwa auf 59 Grad Süd und 120 Grad West, berichtet, doch spätere Beobachtungen ließen Zweifel an ihrer Existenz aufkommen. Am 25. Juni [1904] erreichten wir die vermutete Position der Insel und fanden dort eine Tiefe von 4239 m. Das Wasser war bemerkenswert klar, sowohl bevor als auch nachdem wir die Lotung vorgenommen hatten, und wenn innerhalb der vermuteten Position eine Insel gewesen wäre, hätten wir sie nicht übersehen können.“

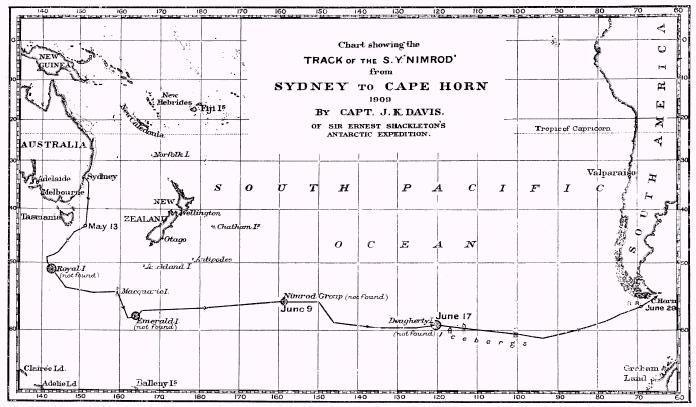
Route der S. Y. Nimrod auf der Suche nach Phantominseln im Südpazifik (1909)

Der Polarforscher Sir Ernest Shackleton wies den Kapitän seines Schiffes Nimrod an, zu versuchen, die Positionen einiger Inseln zu verifizieren, die in den Kartenwerken zwar eingezeichnet, aber als „zweifelhaft“ gekennzeichnet waren, darunter Dougherty Island. Für den Fall, dass die Inseln auf den angegebenen Positionen nicht aufzufinden waren, sollten Tiefenmessungen vorgenommen und die Suche auf die näheren Umgebung ausgedehnt werden.:696 Den Rapport von John King Davis, dem Kapitän der Nimrod, veröffentlichte Shackleton im Anhang zu seinem Expeditionsbericht:

„At noon on June 17 we were up by dead reckoning to the position of Dougherty Island, as given by Captain Dougherty, but as the weather was overcast could not be sure of our position. Captain Keates places the island in the same latitude thirty-four miles further east. I therefore continued eastward on the parallel over this position (by dead reckoning). As it was now dark and the weather moderate, I stood back again to the westward, hoping to get sights at daylight and did so. Good star observations were confirmed at noon, when the island, according to Captain Dougherty's position, should have borne west distance four miles. No land was in sight from the masthead in clear weather.
Am 17. Juni [1909] mittags erreichten wir per Koppelnavigation die von Kapitän Dougherty angegebene Position der Dougherty-Insel. Da das Wetter jedoch bedeckt war, konnten wir unsere Position nicht genau bestimmen. Kapitän Keates verortete die Insel auf demselben Breitengrad 63 Kilometer weiter östlich. Ich fuhr daher (per Koppelnavigation) über diese [von Keates ermittelte] Position weiter ostwärts auf demselben Breitengrad. Da es inzwischen dunkel und das Wetter moderat war, wandte ich mich wieder nach Westen, in der Hoffnung, bei Tageslicht etwas zu sehen, was mir auch gelang. [Unsere] Sternbeobachtungen wurden mittags verifiziert, als die Insel laut Kapitän Doughertys Position sieben Kilometer westlich liegen sollte. Bei klarem Wetter war vom Masttopp aus kein Land zu sehen.“

Unter dem Datum vom 19. Juni 1904 schreibt Kapitän Davis, er habe zwei Eisberge gesehen. Der größere der beiden entspräche der Beschreibung von Dougherty Island (June 19, – We sighted two icebergs; the larger one answered the description given of Dougherty island).:702
Die Brigantine Carnegie war eine als wissenschaftliches Forschungsschiff ausgerüstete Segelyacht, fast vollständig aus Holz und anderen nichtmagnetischen Materialien gebaut. Sie unternahm von 1909 bis 1920 mehrere Forschungsreisen zur Vermessung des Erdmagnetfeldes und der Kartierung von untermeerischen Gebirgsstrukturen für die Carnegie Institution for Science in Washington, D.C. Kapitän des Schiffes war der Geodät, Geophysiker und Geomagnetik-Forscher James Percy Ault (* 29. Oktober 1881 in Olathe; † 29. November 1929 in Apia), der im Südpazifik gezielt nach Dougherty Island suchte.

„As our route lay near the charted position of Dougherty Island, we determined to look for it. On the afternoon of December 24, the cry of "land ahead" was given and we saw what appeared to be a bold, dark rock island. Immediately our course was shaped to pass near it. Everyone was convinced that either a new island had been discovered or that the position given for Dougherty Island was very much in error. It seemed to be a rocky cliff with a snow cap. Nearer approach, however, proved that the supposed island was an iceberg. […] The morning of December 25 found us within three miles of the position given for Dougherty Island. The weather was cloudy but the seeing was good. Nothing could be seen from the masthead.
Da unsere Route in der Nähe der kartierten Position von Dougherty Island verlief, beschlossen wir, danach zu suchen. Am Nachmittag des 24. Dezember [1915] ertönte der Ruf „Land voraus“, und wir erblickten etwas, das wie eine schroffe, dunkle Felseninsel aussah. Sogleich setzten wir unseren Kurs so, daß wir in der Nähe vorbeifuhren. Alle waren überzeugt, dass entweder eine neue Insel entdeckt worden war oder die angegebene Position von Dougherty Island ein großer Irrtum war. Es schien sich um eine felsige Klippe mit einer Schneekappe zu handeln. Näherkommend stellte sich jedoch heraus, dass die vermeintliche Insel ein Eisberg war. […] Am Morgen des 25. Dezember befanden wir uns drei Meilen von der angegebenen Position von Dougherty Island entfernt. Das Wetter war bewölkt, aber die Sicht war gut. Vom Masttopp aus war nichts zu sehen.“

In den 1930er Jahren wurde Dougherty/Keates Island aus den British Admiralty Nautical Charts entfernt und verschwand nach und nach auch aus anderen Kartenwerken.

## Kartendarstellung

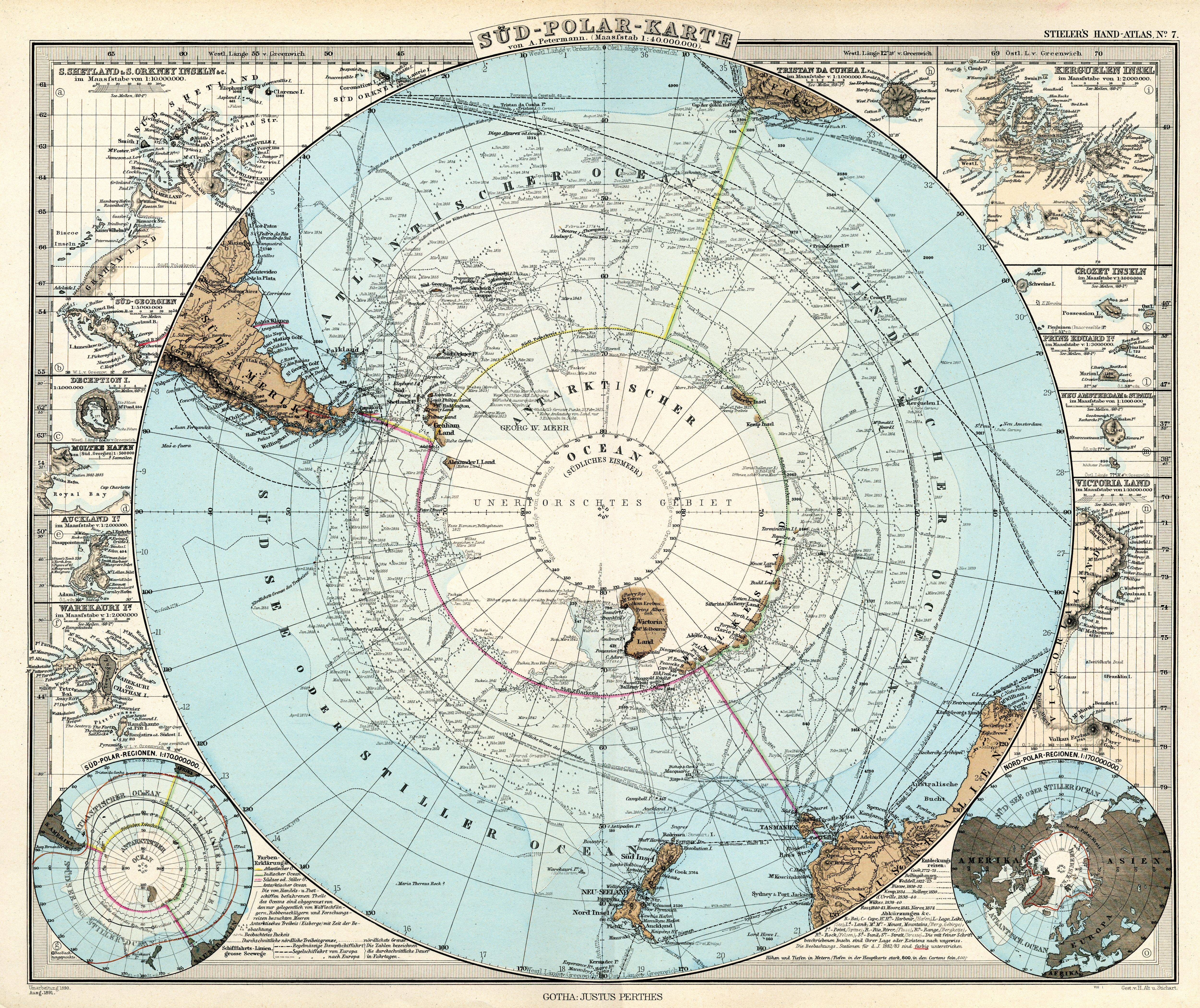
Dougherty od. Keates I. in Stielers Hand-Atlas von 1891

Dougherty´s Island ist nicht auf allen Karten des Pazifiks abgebildet. Nicht selten werden ausgerechnet in dem Bereich, in dem die Insel liegen soll, die Kartusche, Erläuterungen oder andere Abbildungen platziert, zum Beispiel die Pyramiden von Gizeh (sic!) in der reich illustrierten Karte von John Tallis: The World on Mercator's Projection, London 1851. Meist fehlen Swains und Macys Inseln.
Hier beispielhaft einige Karten, in denen Kapitän Doughertys Insel eingezeichnet ist (ohne Anspruch auf Vollständigkeit):
- The Eastern Hemisphere. A Stereographical Projection on the Twentieth Meridian. Society for Promoting Christian Knowledge, London ca. 1864, als „Dougherty or Keates I.[sland]“.

- J. S. Hobbs: World Map – A General Chart For the purpose of pricking off a Ship's Track from England, &c. Southward, and round the World. John Stratton Hobbs & Charles Wilson, London 1867, als „Dougherty I.[sland]“

- Süd-Polar-Karte. Adolf Stieler, Gotha 1886, als „Dougherty oder Keates I.[nsel]“

- 12-Polar Maps – The Polar Regions (Arctic Regions and Antarctic Regions). George Philip & Son, London 1915, als „Dougherty or Keates I.[sland]“

## Fazit
Moderne Satellitenfotos beweisen, dass es Dougherty Island nicht gibt. Bereits kurz nach der „Entdeckung“ gab es Zweifel an deren Existenz, zum Beispiel ist sie zwar auf einer 1852 herausgegebenen Karte: A New Chart of the South Pacific Ocean von James Imray, London 1852, abgebildet, allerdings mit dem Zusatz: „Island seen by Capn Dougherty May 29th 1841, probably an Ice berg“ (Insel, gesehen von Kapitän Dougherty, 29. May 2841, wahrscheinlich ein Eisberg). Dies dürfte auch die wahrscheinlichste Erklärung für die diversen Sichtungen sein.